# 아미티빌 3
《아미티빌 3》(영어: Amityville 3-D 혹은 영어: Amityville III: The Demon)은 리처드 플라이셔가 감독한 1983년 미국과 멕시코의 3차원 초자연 공포 영화이다. 《아미티빌 2》(1982)의 속편이며, 아미티빌 영화 시리즈 세 번째 작품이다. 토니 로버츠, 테스 하퍼, 로버트 조이, 캔디 클라크, 로리 로클린, 메그 라이언 등이 출연했다.
1989년 《아미티빌 4》가 공개되었다.

## 줄거리
애미티빌을 둘러싼 이야기들이 허구에 불과하다고 믿는 탐사 보도 기자 존이 문제의 악명 높은 집을 구매한다. 그러나 이 집 지하에 숨겨진 오래된 우물은 지옥과 연결돼있다.  

## 출연
- 토니 로버츠 - 존 백스터 역
- 테스 하퍼 - 낸시 백스터 역
- 로버트 조이 - 엘리엇 웨스트 박사 역
- 캔디 클라크 - 멜러니 역
- 로리 로클린 - 수전 백스터 역
- 메그 라이언 - 리사 역
- 존 빌 - 해럴드 캐즈웰 역
- 리오라 데이나 - 에마 캐즈웰 역
- 존 하킨스 - 클리퍼드 샌더스 역

## 기타 제작진
- 의상: 클리퍼드 커폰